# Vadim Chipatchiov
Pour les articles homonymes, voir Chipatchiov.
Vadim Aleksandrovitch Chipatchiov - en russe : Вадим Александрович Шипачёв (Vadim Aleksandrovič Šipačëv) et en anglais : Vadim Schipachyov - (né le 3 décembre 1987 à Tcherepovets en URSS) est un joueur professionnel russe de hockey sur glace. Il évolue au poste d'attaquant.

## Biographie

### Carrière en club
En 2003, il débute en senior avec l'équipe réserve du Severstal Tcherepovets dans la Pervaïa Liga, le troisième niveau russe. Trois ans plus tard, il découvre la Superliga. Il est prêté au HK Belgorod pour progresser dans la Vyschaïa Liga. En 2008, il s'impose dans l'équipe première du Severstal qui est pensionnaire de la KHL. En 2013, il signe au SKA Saint-Pétersbourg. Il remporte avec le SKA la Coupe Gagarine en 2015 et 2017.
Le 4 mai 2017, il signe son premier contrat dans la LNH avec les Golden Knights de Vegas. Il s'agit d'une entente de 2 ans qui lui rapporte 4,5 millions de dollars en moyenne par année.
Son passage avec les Golden Knights est de courte durée, puisqu'il ne dispute que 3 parties avec l'équipe. Son contrat a été rompu d'un accord commun le 9 novembre après qu'il a refusé de se rapporter aux Wolves de Chicago dans la LAH. Le 11 novembre, il retourne dans la KHL avec le SKA Saint-Pétersbourg.

### Carrière internationale
Il représente la Russie au niveau international. Il a participé aux sélections jeunes. Il prend part au Défi ADT Canada-Russie en 2006. Il fait sa première apparition en senior le 11 novembre 2010 avec l'équipe de Russie B contre l'Ukraine au cours d'une manche de l'Euro Ice Hockey Challenge. Il honore sa première sélection avec la Russie le 10 février 2011 face à la Finlande au cours d'un match des LG Hockey Games.

## Palmarès et honneurs personnels

### Sélection nationale
- Champion olympique en 2018
- Champion du monde en 2014
- Vice-champion olympique en 2022

### Ligue continentale de hockey
- Remporte la Coupe Gagarine en 2015 et 2017 avec le SKA Saint-Pétersbourg.
- Nommé 7 fois attaquant du mois en septembre 2011, novembre 2011, janvier 2016, décembre 2018, octobre 2019, septembre 2021 et décembre 2022.
- meilleur buteur et passeur des séries éliminatoires de la Coupe Gagarine 2015.
- meilleur pointeur de la saison 2019-2020, de la saison 2020-2021 et de la saison 2021-2022
- participe 5 fois au Match des étoiles en 2012, 2015, 2016, 2019 et 2020.

## Statistiques

### En club
| Saison    | Équipe                   | Ligue         |                   | Saison régulière  | Saison régulière  | Saison régulière  | Saison régulière  | Saison régulière |   | Séries éliminatoires | Séries éliminatoires | Séries éliminatoires | Séries éliminatoires | Séries éliminatoires |
| Saison    | Équipe                   | Ligue         | PJ                | B                 | A                 | Pts               | Pun               | PJ               | B | A                    | Pts                  | Pun                  |                      |                      |
| 2003-2004 | Severstal Tcherepovets 2 | Pervaïa liga  | 12                | 1                 | 2                 | 3                 | 0                 | -                | - | -                    | -                    | -                    |                      |                      |
| 2004-2005 | Severstal Tcherepovets 2 | Pervaïa liga  |                   |                   |                   |                   |                   |                  |   |                      |                      |                      |                      |                      |
| 2005-2006 | Severstal Tcherepovets   | Superliga     | 2                 | 0                 | 0                 | 0                 | 0                 | -                | - | -                    | -                    | -                    |                      |                      |
| 2006-2007 | HK Belgorod              | Vyschaïa Liga | 8                 | 2                 | 7                 | 9                 | 2                 |                  |   |                      |                      |                      |                      |                      |
| 2006-2007 | Severstal Tcherepovets   | Superliga     | 1                 | 0                 | 1                 | 1                 | 0                 | -                | - | -                    | -                    | -                    |                      |                      |
| 2007-2008 | HK Belgorod              | Vyschaïa Liga | 34                | 8                 | 30                | 38                | 18                | -                | - | -                    | -                    | -                    |                      |                      |
| 2007-2008 | Severstal Tcherepovets   | Superliga     | 8                 | 0                 | 1                 | 1                 | 0                 | 4                | 0 | 0                    | 0                    | 0                    |                      |                      |
| 2008-2009 | Severstal Tcherepovets   | KHL           | 29                | 4                 | 5                 | 9                 | 12                | -                | - | -                    | -                    | -                    |                      |                      |
| 2009-2010 | Severstal Tcherepovets   | KHL           | 55                | 14                | 30                | 44                | 30                | -                | - | -                    | -                    | -                    |                      |                      |
| 2010-2011 | Severstal Tcherepovets   | KHL           | 51                | 13                | 25                | 38                | 22                | 6                | 2 | 1                    | 3                    | 8                    |                      |                      |
| 2011-2012 | Severstal Tcherepovets   | KHL           | 54                | 22                | 37                | 59                | 26                | 6                | 1 | 2                    | 3                    | 4                    |                      |                      |
| 2012-2013 | Severstal Tcherepovets   | KHL           | 51                | 17                | 23                | 40                | 12                | 6                | 1 | 5                    | 6                    | 14                   |                      |                      |
| 2013-2014 | SKA Saint-Pétersbourg    | KHL           | 52                | 12                | 20                | 32                | 10                | 10               | 1 | 0                    | 1                    | 2                    |                      |                      |
| 2014-2015 | SKA Saint-Pétersbourg    | KHL           | 49                | 12                | 42                | 54                | 20                | 22               | 6 | 15                   | 21                   | 2                    |                      |                      |
| 2015-2016 | SKA Saint-Pétersbourg    | KHL           | 54                | 17                | 43                | 60                | 62                | 15               | 7 | 9                    | 16                   | 12                   |                      |                      |
| 2016-2017 | SKA Saint-Pétersbourg    | KHL           | 50                | 26                | 50                | 76                | 22                | 17               | 4 | 15                   | 19                   | 8                    |                      |                      |
| 2017-2018 | Golden Knights de Vegas  | LNH           | 3                 | 1                 | 0                 | 1                 | 2                 | -                | - | -                    | -                    | -                    |                      |                      |
| 2017-2018 | SKA Saint-Pétersbourg    | KHL           | 22                | 9                 | 16                | 25                | 8                 | 14               | 4 | 7                    | 11                   | 12                   |                      |                      |
| 2018-2019 | HK Dinamo Moscou         | KHL           | 61                | 20                | 48                | 68                | 30                | 11               | 1 | 7                    | 8                    | 10                   |                      |                      |
| 2019-2020 | HK Dinamo Moscou         | KHL           | 61                | 17                | 48                | 65                | 28                | 6                | 4 | 4                    | 8                    | 20                   |                      |                      |
| 2020-2021 | HK Dinamo Moscou         | KHL           | 57                | 20                | 47                | 67                | 22                | 10               | 1 | 6                    | 7                    | 10                   |                      |                      |
| 2021-2022 | HK Dinamo Moscou         | KHL           | 48                | 24                | 43                | 67                | 47                | 11               | 3 | 7                    | 10                   | 6                    |                      |                      |
| 2022-2023 | Ak Bars Kazan            | KHL           | 68                | 9                 | 36                | 45                | 24                | 24               | 4 | 8                    | 12                   | 4                    |                      |                      |
| 2023-2024 | Ak Bars Kazan            | KHL           | 62                | 13                | 31                | 44                | 32                | 5                | 1 | 1                    | 2                    | 0                    |                      |                      |
| 2024-2025 | HK Dinamo Minsk          | KHL           | Saison en cours ? | Saison en cours ? | Saison en cours ? | Saison en cours ? | Saison en cours ? |                  |   |                      |                      |                      |                      |                      |

### En équipe nationale
| Année | Équipe                           | Compétition          |    | PJ | B  | A  | Pts | Pun | +/-                    |  | Résultat |
| 2014  | Russie                           | Championnat du monde | 7  | 3  | 4  | 7  | 4   | +4  | Médaille d'or          |  |          |
| 2015  | Russie                           | Championnat du monde | 10 | 4  | 5  | 9  | 2   | +2  | Médaille d'argent      |  |          |
| 2016  | Russie                           | Championnat du monde | 10 | 6  | 12 | 18 | 8   | +10 | Médaille de bronze     |  |          |
| 2016  | Russie                           | Coupe du monde       | 2  | 0  | 1  | 1  | 2   | +1  | Défaite en demi-finale |  |          |
| 2017  | Russie                           | Championnat du monde | 10 | 2  | 11 | 13 | 2   | +1  | Médaille de bronze     |  |          |
| 2018  | Athlètes olympiques russes (OAR) | Jeux olympiques      | 1  | 0  | 0  | 0  | 0   | 0   | Médaille d'or          |  |          |
| 2022  | Comité olympique russe (ROC)     | Jeux olympiques      | 6  | 1  | 2  | 3  | 0   | +2  | Médaille d'argent      |  |          |